# Bernard Benton
Bernard Benton est un boxeur américain né le 6 janvier 1957 à Toledo, Ohio.

## Carrière
Il devient champion du monde des lourds légers WBC le 21 septembre 1985 en battant aux points Alfonso Ratliff mais perd son titre dès le combat suivant face à Carlos De León (également aux points, par décision majoritaire) le 22 mars 1986. Benton remporte au cours de sa carrière des victoires contre Rickey Parkey, Pierre Coetzer, Monte Masters et Mike Croley. Son palmarès professionnel est de 21 victoires, 6 défaites et 1 match nul.